# 阿本斯贝格
阿本斯贝格（德語：Abensberg，發音：[ˈaːbənsˌbɛʁk] ⓘ）是德国巴伐利亚州下巴伐利亚行政区凯尔海姆县的城市，面积60.27平方千米，2023年12月31日人口为14,685人。

## 友好城市
- 法國 圣吉勒